# Teodelap
Teodelap ali Teodelapij je bil eden od sinov prvega spoletskega vojvode Faroalda in od leta 602 do svoje smrti spoletski vojvoda, * ni znano, † 650-653.
Po očetovi smrti leta 601 ali 602 se je z bratom sprl za vojvodski prestol in zmagal. Na prestolu je bil skoraj pol stoletja. Med njegovo vladavino ni bilo nobenih velikih dogodkov, kar bi lahko pomenilo, da je bil v veliki meri ali popolnoma neodvisen od langobardskih kraljev v Pavii. Nasledil ga je Ato.

## Vir
- Pavel Diakon. Zgodovina Langobardov. Prevajalci: Fran Bradač, Bogo Grafenauer in Kajetan Gantar. Založba Obzorja, Maribor, 1988. COBISS.SI-ID 3950592.

| Teodelap Rojen: ni znano Umrl: 650-653 |                           |                |
| Vladarski nazivi                       |                           |                |
| Predhodnik: Ariulf                     | Spoletski vojvoda 602–652 | Naslednik: Ato |